# ガーズィマウサ地区

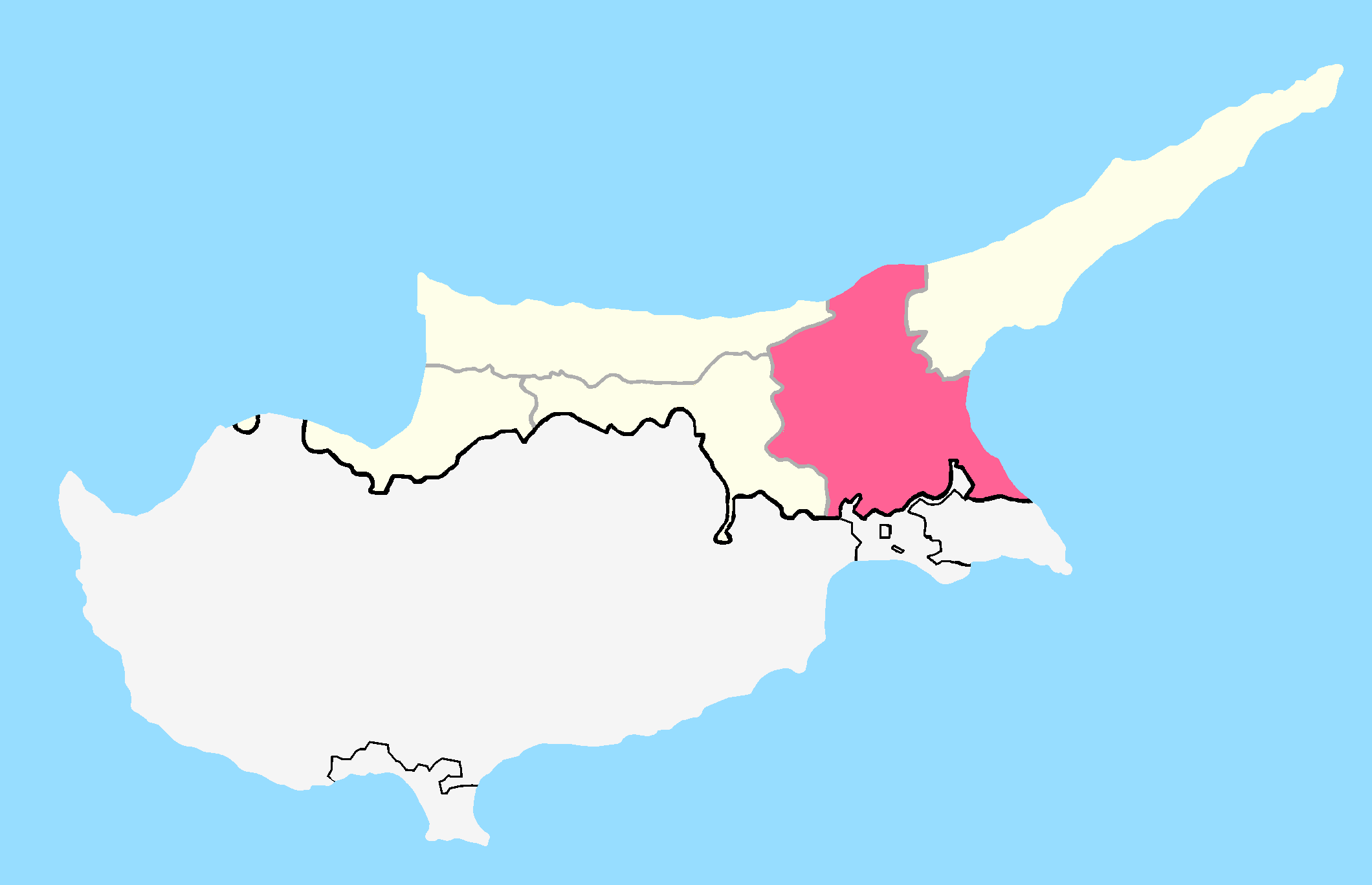
北キプロスのガーズィマウサ地区の位置

ガーズィマウサ地区（トルコ語: Gazimağusa İlçesi）は北キプロスの地区である。
- Mağusa
- Akdoğan
- Geçitkale

の3つの小地区に分かれる。

中心都市はファマグスタ(トルコ語：ガーズィマウサ)である。2011年の人口は6万9838人だった。

首長はベラン・ベルトゥグである。

1998年にイスケレ地区から分離した。